# ジャン麺
ジャン麺（ジャンめん）は卵・ニラ・ホルモン・唐辛子が含まれているあんかけラーメンである。

## 概要
高知県四万十町窪川の焼肉・ホルモン店「満洲軒」で「ごはんに合うラーメン」をコンセプトに約15年前に生まれた。具材には、卵やニラ、ホルモンや唐辛子が使われるが、初期の頃はホルモンではなくカルビを使用していた 。高知県特産のゆずを用いた柚子胡椒や山椒、花椒などといった味変のバリエーションも豊富である。なお、ジャン麺を開発した「満洲軒」は焼肉・ホルモン店だが、「まんしゅう」はジャン麺が主のラーメン屋となっている。